# Rathaus Laage

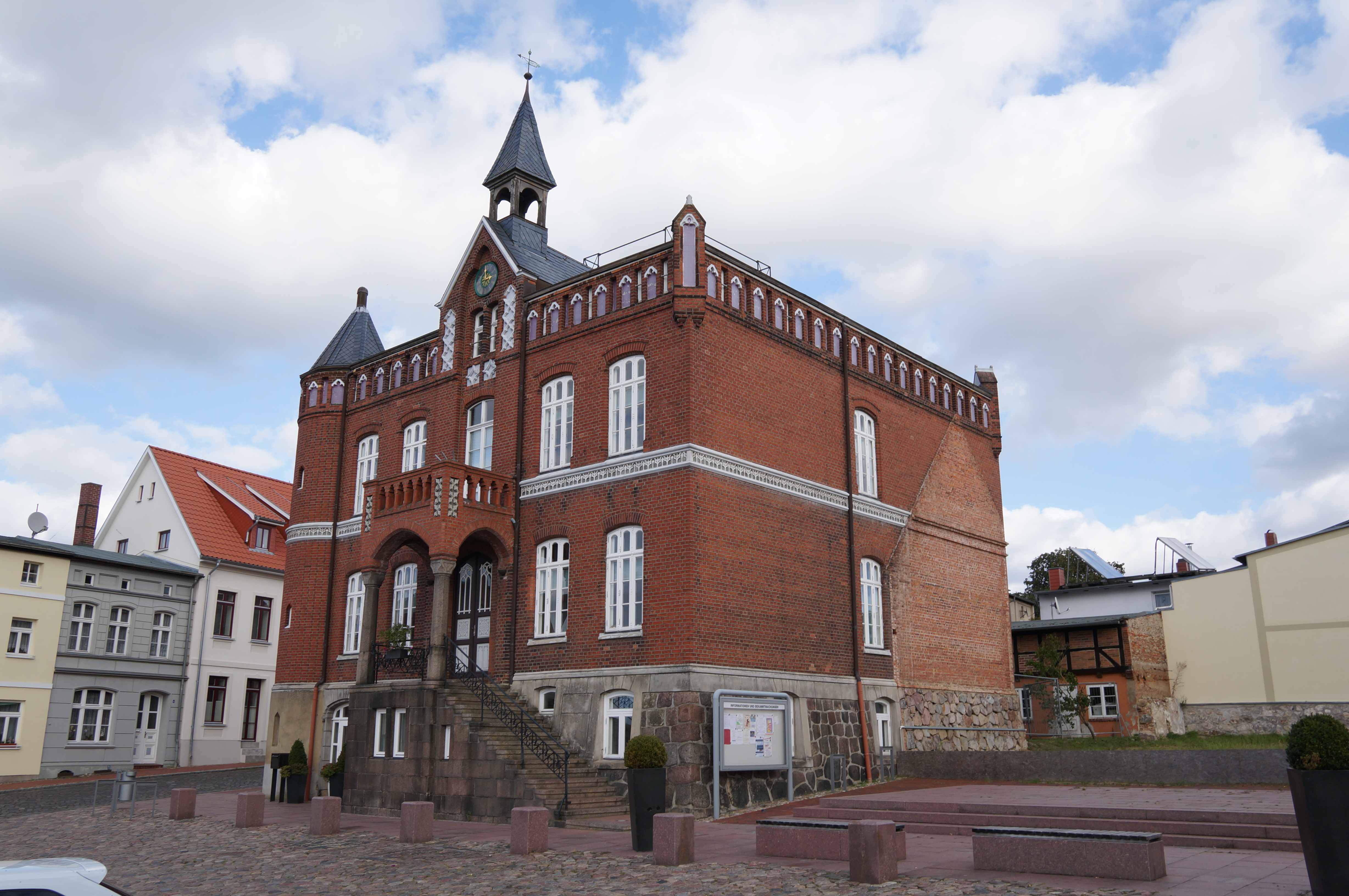

Das Rathaus Laage in Laage, Am Markt 7, stammt von 1876. Das Gebäude steht unter Denkmalschutz.

## Geschichte

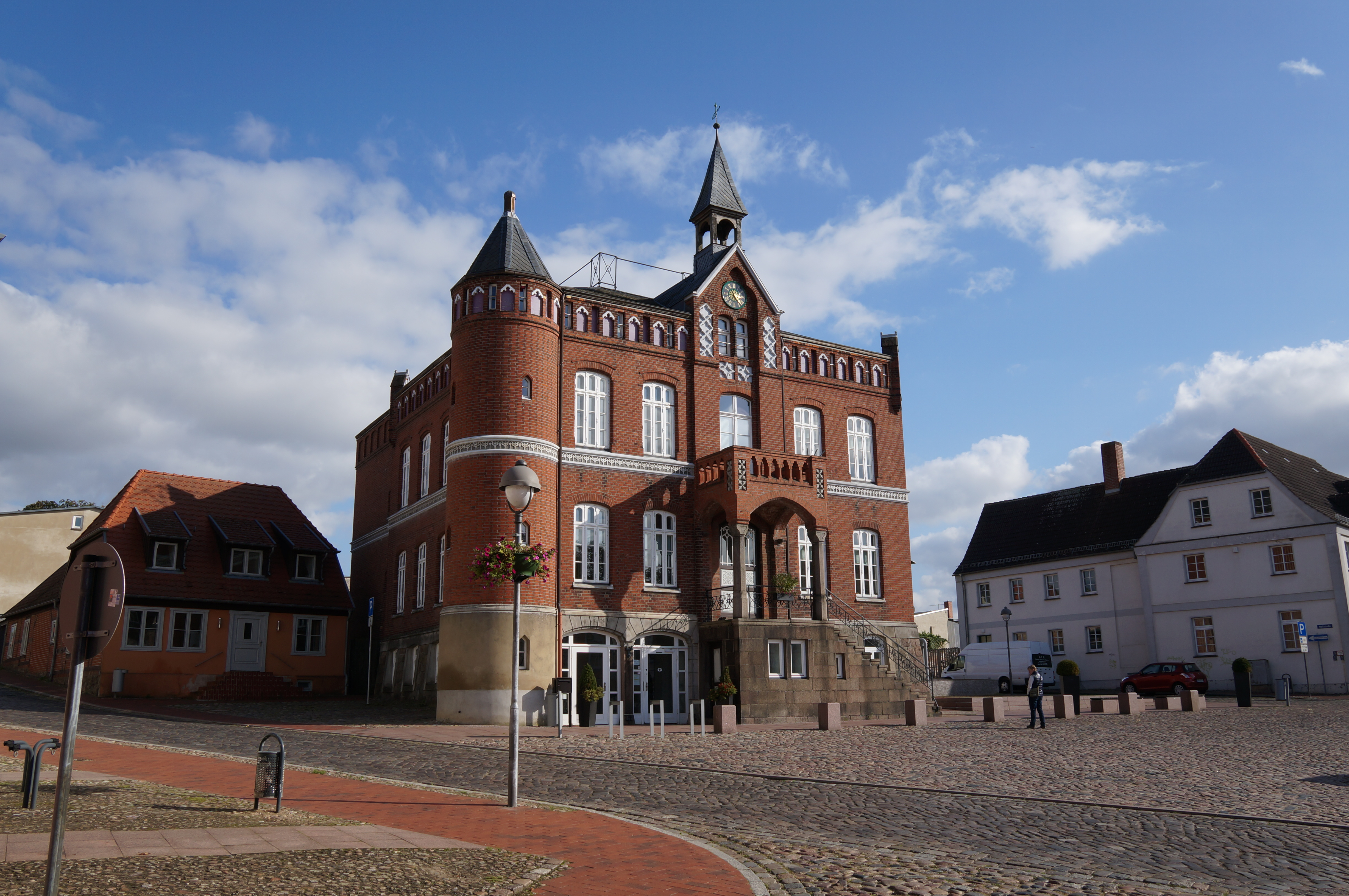

Das 1216 erstmals erwähnte Dorf Laage im Landkreis Rostock in Mecklenburg-Vorpommern hat 6469 Einwohner (2019). 1569 brannte beim großen Stadtbrand auch das erste Rathaus ab.
Das dreigeschossige verklinkerte, historisierende, neugotische Haus mit dem viergeschossigen Mittelrisalit, dem Treppenportal (das heute nicht mehr als Eingang dient), dem mit Naturstein verkleideten Sockelgeschoss, dem markanten hohen Spitzbogenfries, den Eckfialen, einem mittleren Zierfries, dem Dachreiter mit einer Laterne und dem seitlichen mächtigen, runden Türmchen diente ab 1876 als Rathaus, aber auch das Amtsgericht mit Gefängniszellen war hier zeitweise untergebracht sowie ein Eiskeller.
Das Haus wurde im Rahmen der Städtebauförderung in zwei Bauabschnitten von 1996/97 bis 1999/2000 nach Plänen von Andreas Langkau (Güstrow) saniert. Der nunmehr unauffällige Eingang musste barrierefrei in das Erdgeschoss verlegt werden, durch den die Besucher per Aufzug die Geschosse erreichen können. 2000 erfolgte an der Rückseite der gläserne Treppenhausanbau.